# X Phoenicis
X Phoenicis är en kataklysmisk variabel av typen dvärgnova (UG:) i stjärnbilden Fenix.
Stjärnan varierar mellan bolometrisk magnitud +15,2 och ungefär 22 utan någon påvisad periodicitet.